# Saint-Louet-sur-Seulles
Saint-Louet-sur-Seulles ist eine französische Gemeinde mit 135 Einwohnern (Stand: 1. Januar 2022) im Département Calvados in der Region Normandie. Sie gehört zum Arrondissement Vire und zum Kanton Les Monts d’Aunay. 

## Geografie
Saint-Louet-sur-Seulles liegt rund 21 km westsüdwestlich von Caen und 23 km südsüdöstlich von Bayeux. Umgeben wird die Gemeinde von Anctoville im Norden und Westen, Villy-Bocage im Osten, Tracy-Bocage im Süden sowie Amayé-sur-Seulles im Südwesten. An der nördlichen Gemeindegrenze verläuft die Seulles. 

## Bevölkerungsentwicklung
| Jahr                             | 1962 | 1968 | 1975 | 1982 | 1990 | 1999 | 2006 | 2016 |
| Einwohner                        | 156  | 158  | 165  | 128  | 144  | 171  | 172  | 150  |
| Quelle: Cassini, EHESS und INSEE |      |      |      |      |      |      |      |      |

## Sehenswürdigkeiten
- Kirche Saint-Louet, Portal aus dem 14. Jahrhundert seit 1927 Monument historique

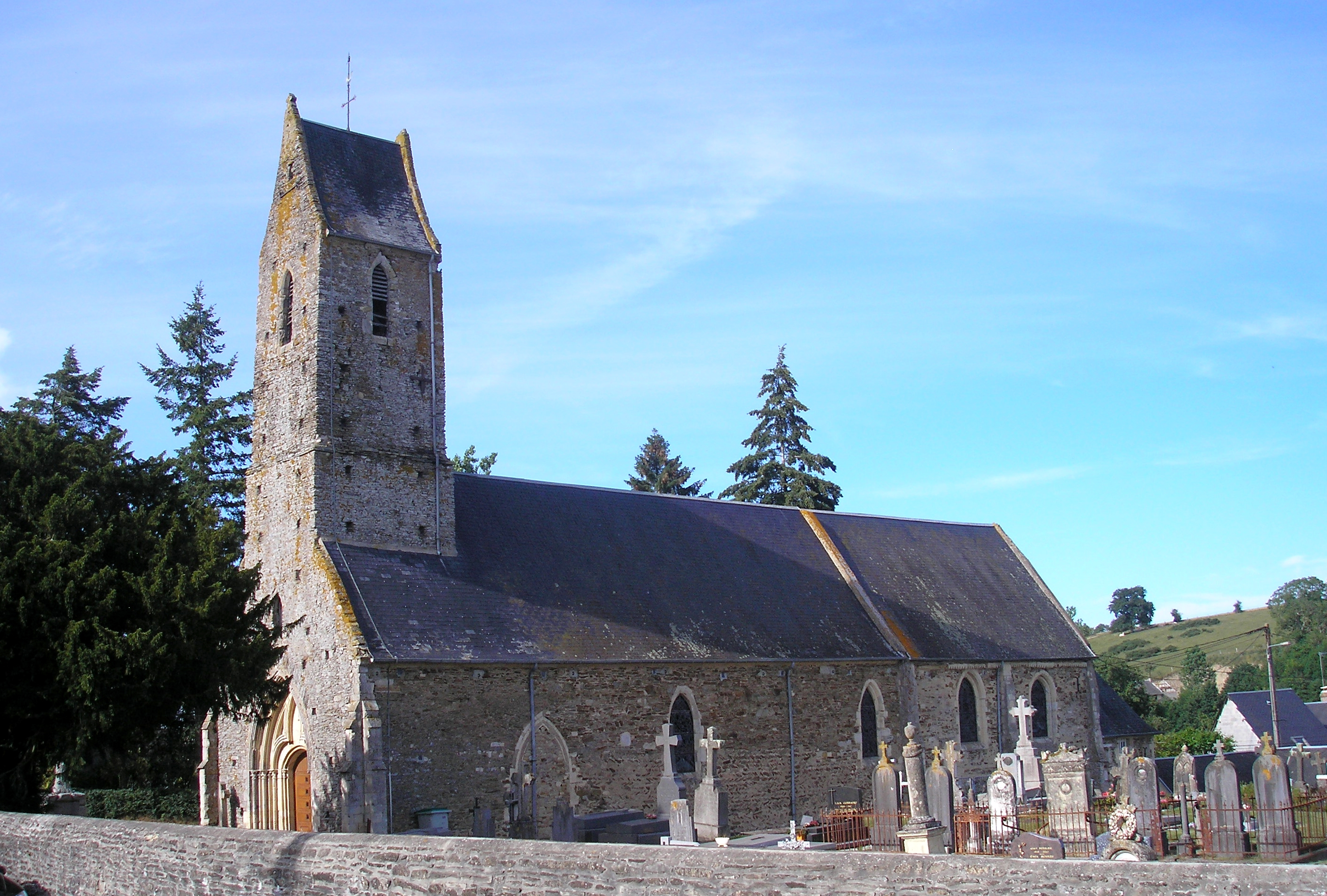
Kirche Saint-Louet